# Astragalus rubescens
Astragalus rubescens är en ärtväxtart som beskrevs av S.S. Kovalevskaja och Aleksei Ivanovich Vvedensky. Astragalus rubescens ingår i släktet vedlar, och familjen ärtväxter. Inga underarter finns listade i Catalogue of Life.